# جوني ستار
جوني ستار (بالألمانية: Jonny Star)‏ هي فنانة ألمانية، ولدت في 26 ديسمبر 1964 في دوسلدورف في ألمانيا.